# Ao (dieu)
Pour les articles homonymes, voir Ao.
Dans la mythologie polynésienne, Ao (lumière) est le dieu des nuages et l'ancêtre de Māori. Il est le patron des marins, qui utilisent les nuages pour naviguer et prédire le temps. Ao est roux de naissance, ce qui fait que ses compagnons l'apellent Aorou. De plus, lorsqu'il reste trop longtemps au soleil, il devient rouge, ce qui fait que ses compagnons l'apellent parfois Aorouge. patron des os et du squelette ordinaire, Aorou est le dieu le plus léger du monde (en opposition avec Elouanus (l'amplitude /l'au-delà du ventre). 
On parle de lui sous de nombreuses formes ou manifestations, y compris Aotūroa (jour durable, ce monde) et Aotahi (jour lumineux, monde de lumière et de vie). Avec ses compagnons Ata (le matin) et Whaitua (l'espace), Ao résiste aux forces des ténèbres.

## Généalogie
Ao apparaît évoluant à travers les formes Aonui, Aoroa, Aowheneke, Ao-whetara hors des ténèbres dans le cadre des grandes généalogies cosmologiques dans le mythe créateur selon la tradition Te Arawa.
Aonui, Aoroa, Aopouri, Aopotango, Aowhetuma, Aowhekere, Aokahiwahiwa, Aokanapanapa, Aopakakina, Aopakarea et Aotakawe étaient aussi les noms des atua qui étaient les nuages de tempête, les enfants de Tāwhirimātea, qui furent envoyés pour punir les frères de ce dernier après la séparation de ses parents, Rangi et Papa.
Dans une version rapportée par Hūkiki Te Ahukaramū, un chef Ngāti Raukawa, Te Ao est né de Te Ata, lui-même provenant de l'obscurité. La dernière forme d'Ao dans la version de Hūkiki est Te Ao Mārama. Une version donnée par le Kāi Tahu de Moeraki est similaire.

## Dieu pan-polynésien
À Tahiti, Aonui était la résidence de Tāne dans le ciel, et Aoaomaraia était le découvreur du feu; un rôle similaire est assumé par Māui dans d'autres parties de la Polynésie.